# TV 주치의 닥터 지바고
《TV 주치의 닥터 지바고》는 2014년 8월 31일부터 2022년 2월 26일까지 방송된 건강 전문 교양 프로그램이다.

## 역대 방송시간
- 매주 월요일 저녁 8시 20분 ~ 밤 9시 50분 (2014년 8월 31일 ~ 2019년 9월 16일)
- 매주 토요일 오전 11시 10분 ~ 12시 10분 (2019년 9월 28일 ~ 2022년 2월 26일)

## 출연자

### MC
- 강석우
- 이유빈
- 김지민 (임시 : 김하영)

### 이전 MC
- 유승옥
- 김현욱
- 레이양
- 한석준
- 박신영

## 같이 보기
관련 항목
- 건강

방송 프로그램
- 영상기록 병원 24시 (KBS 시사교양본부 제작)
- 명의 (EBS 1TV)